# ルヴァン美術館
軽井沢ルヴァン美術館（英語: Le Vent Museum of Contemporary Art）は、長野県北佐久郡軽井沢町にある美術館。事業主体は公益財団法人「軽井沢美術文化学院」。1997年開館。

## 概要

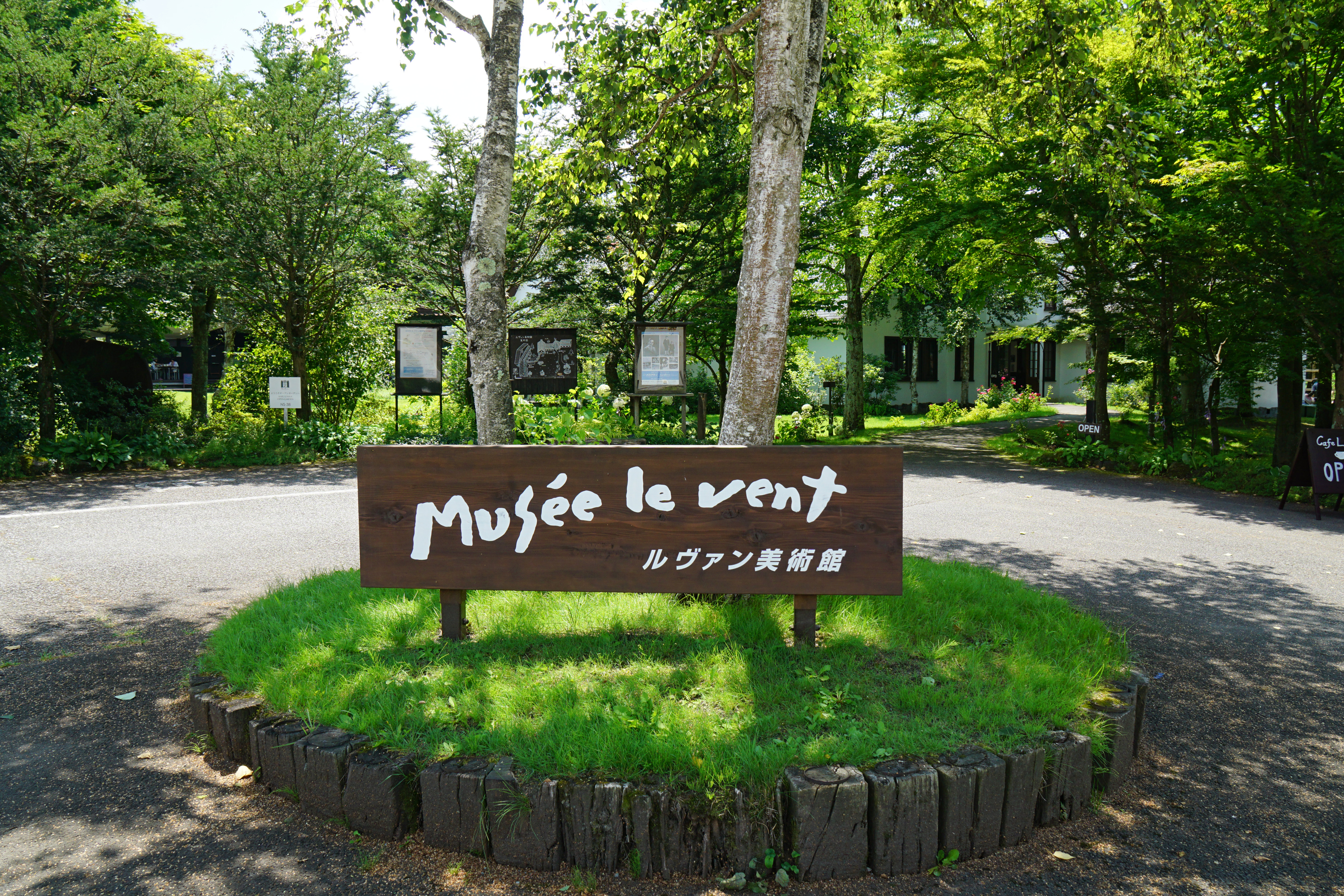
看板

学校法人文化学院創立者の西村伊作が設計した英国風コテージと庭園を持ち、建物は学院創設当時の校舎を再現し、西村の手掛けた絵画、陶芸、建築の模型などを展示している。
企画展ではこれまで、村井正誠、石井竜也、久里洋二、与謝野晶子など文化学院にゆかりある文化人や、文化学院を卒業した芸術家たちの作品展示を行っている。

## 代表的な収蔵作品
- 西村伊作「ヴーナスクラブ 展示会場の与謝野夫妻」1913年
- 石井柏亭「N氏の一家」1913年
- 中川紀元「静物（油彩）」1936年
- 佐藤春夫「鯛と貝（油彩）」1937年
- 山下新太郎「奈良新緑（油彩）」1957年

## 施設

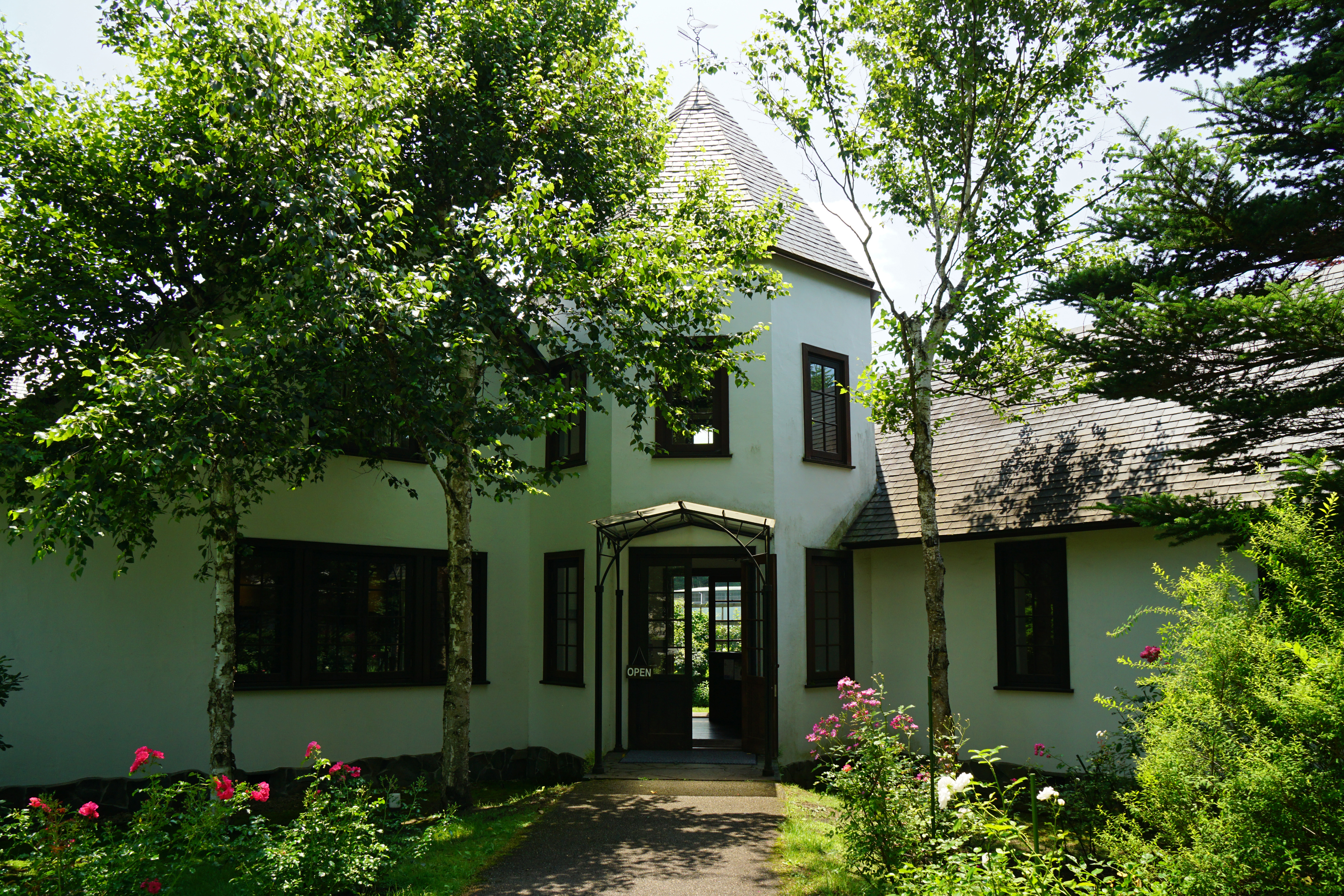
玄関
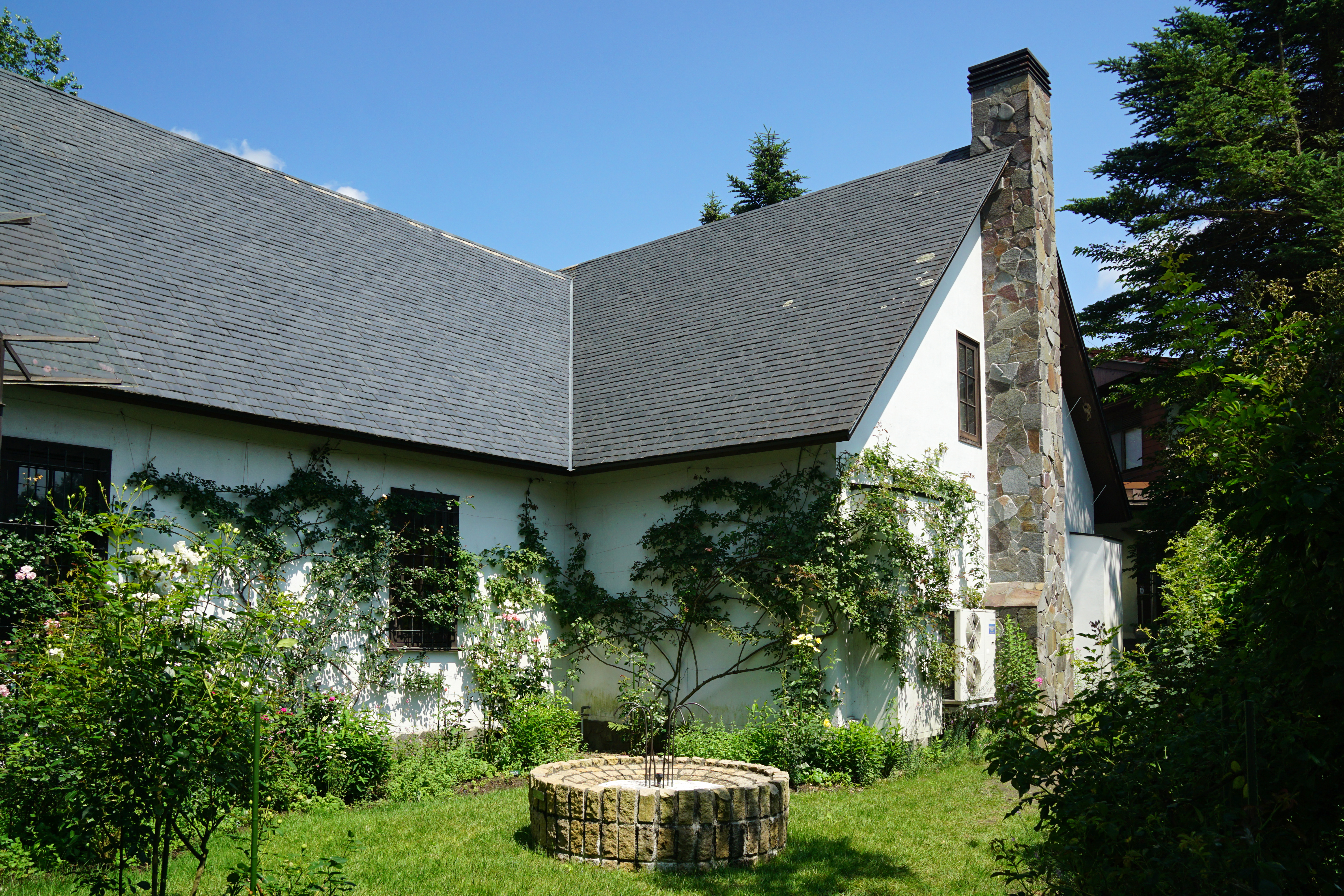
展示室 -  第1室、第2室、第3室がある
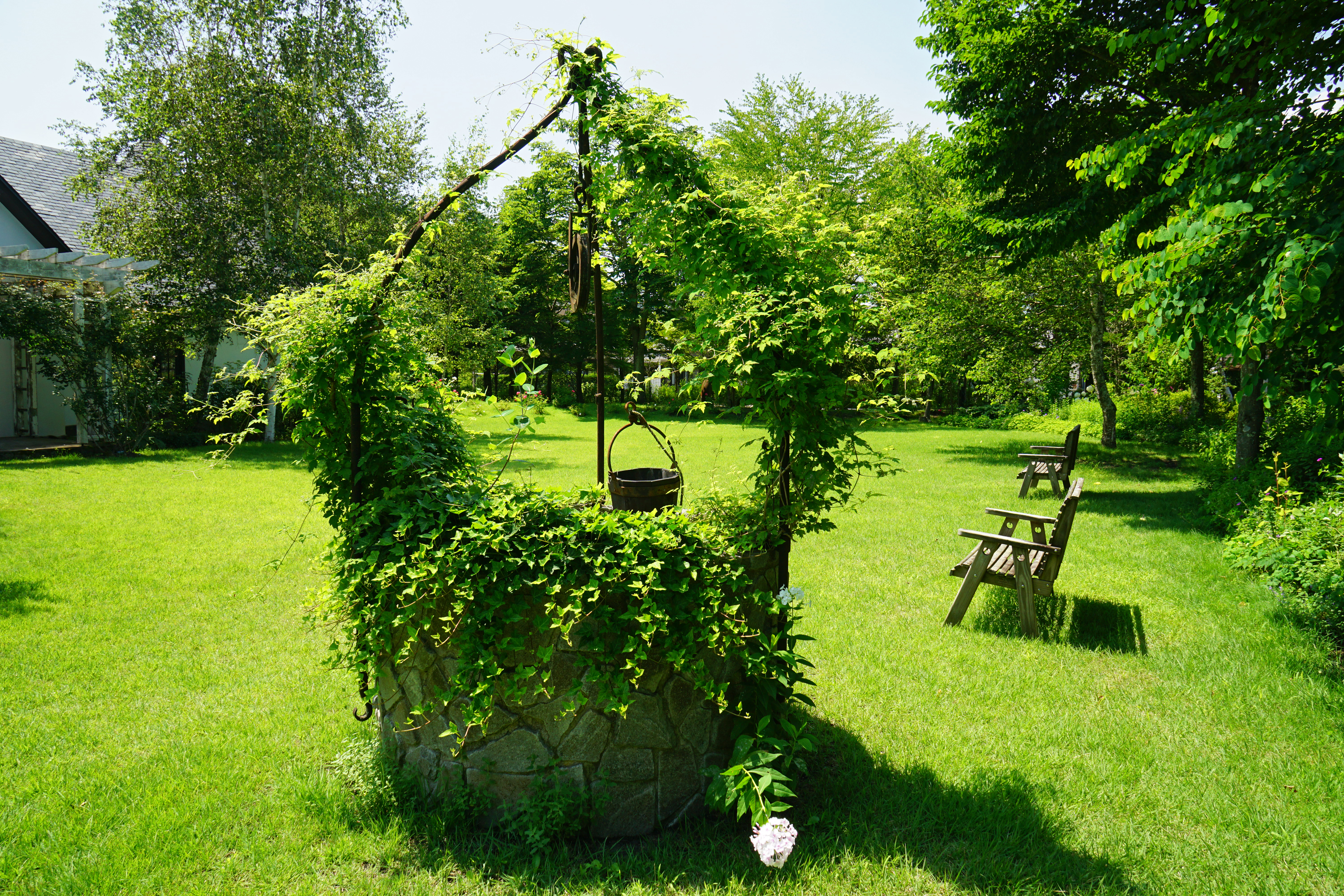
庭園
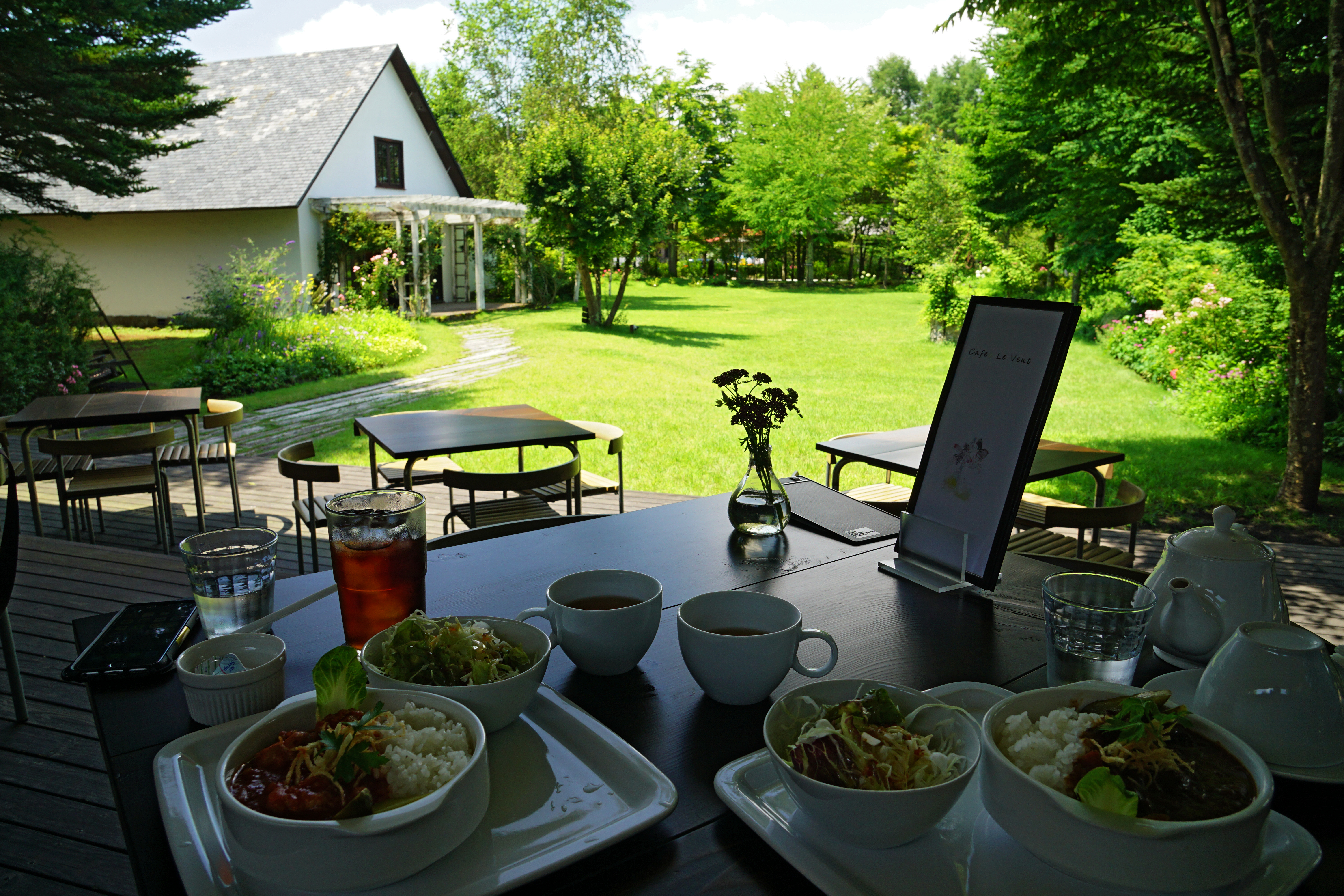
カフェ「Café Le Vent」
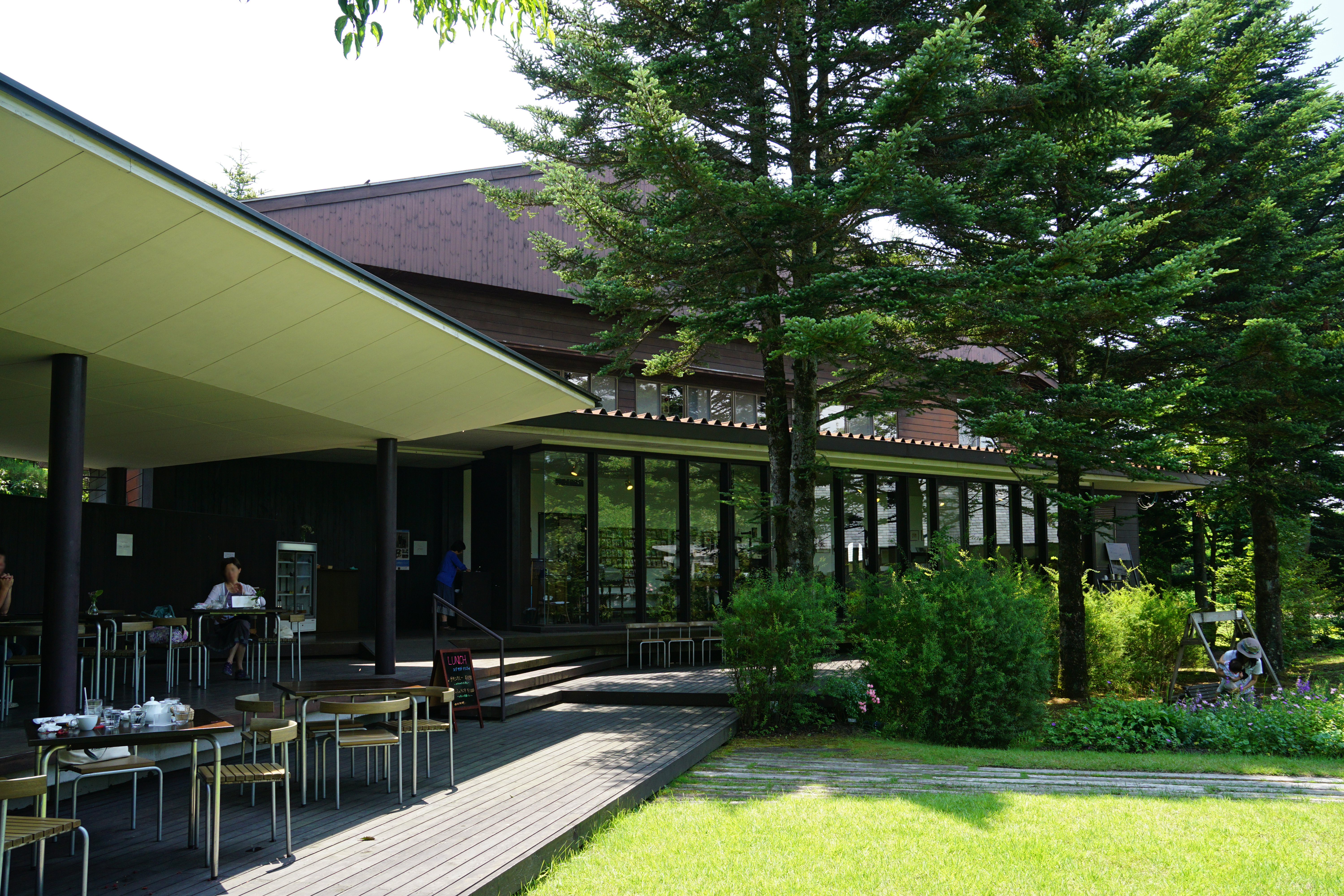
ミュージアムショップ

## 利用方法
- 開館時間：10：00〜17：00
- 休館日：水曜日(冬季は11月初めから春頃まで休館)
- アクセス
  - 上信越自動車道碓氷軽井沢ICから 約12km
  - 北陸新幹線軽井沢駅から 約7km
  - 駐車場は40台収容
  - 軽井沢駅､中軽井沢駅から町内巡回バスあり[2]。「杉瓜」下車、徒歩2分